# Abby Huntsman
Abigail Haight "Abby" Huntsman  (Pensilvânia, 1 de maio de 1986) é uma apresentadora de televisão estadunidense. É co-apresentadora do programa The Cycle no canal MSNBC e apresentadora no HuffPost Live. Ela é a filha do candidato à Presidência dos Estados Unidos em 2012, Jon Huntsman Jr e Mary Kaye Huntsman.